# César Delgado
César Fabián Delgado Godoy (født 18. august 1981 i Rosario, Argentina) er en argentinsk fodboldspiller, der spiller som angriber hos den Primera División Argentina-klubben Central Córdoba. Han har tidligere spillet for blandt andet Cruz Azul og CF Monterrey i Mexico samt franske Olympique Lyon.
Med Olympique Lyon vandt Delgado i 2008 både det franske mesterskab samt pokalturneringen Coupe de France.

## Landshold
Delgado står (pr. marts 2018) noteret for 20 kampe og to scoringer for Argentinas landshold, som han debuterede for i 2003. Han var en del af den trup der vandt guld ved OL i Athen i 2004, og deltog også ved Copa América i 2004 samt Confederations Cup 2005.

## Titler
Ligue 1
- 2008 med Girondins Bordeaux

Coupe de France
- 2008 med Girondins Bordeaux

OL
- 2004 med Argentina